# Riccardo Marchi
Riccardo Marchi (Pádua, 15 de Março de 1974) é um historiador italiano radicado em Portugal que se tem dedicado ao estudo das direitas radicais na democracia portuguesa.
É investigador de pós-doutoramento do Centro de Estudos Internacionais (CEI-IUL), professor convidado do ISCTE-IUL e coordenador, para Portugal, da rede académica transnacional "Direitas, História e Memória".

## Biografia
Nasceu em Pádua, em 1974. 
É licenciado em Ciências Políticas, pela Università degli Studi di Padova (1999), após ter tirado o Programa Erasmus em Portugal, e é doutorado em História Moderna e Contemporânea, pelo ISCTE-IUL (2008).
As suas áreas de investigação são o 'radicalismo de direita' — pensamento político, partidos e movimentos, e as relações entre Estados e organizações radicais na Europa contemporânea. Foi bolseiro da Fundação Calouste Gulbenkian (2015) para a publicação de um livro sobre direita radical portuguesa na transição à democracia.
Começou a sua carreira académica no Instituto de Ciências Sociais da Universidade de Lisboa (ICS-UL) a investigar os temas das direitas radicais no fim do Estado Novo e na democracia portuguesa em perspectiva comparada (2008-2014). Nesse âmbito foi investigador visitante na Universidade Pablo de Olavide de Sevilha (Espanha, 2007) e na Universidade da Califórnia, Berkeley (Estados Unidos, 2008).
Lecionou a cadeira de Metodologia da Investigação nos cursos de licenciatura e mestrado da Universidade Europeia (Portugal, 2010-2014). Participou no projecto internacional Internationalisation des droites radicales Europe/Amériques (IDREA), coordenado por Professor Olivier Dard, Universidade de Metz (França, 2012-2015) e desde 2014 integra a rede internacional de investigação "Direitas, História e Memória".»

## Obras
- «Império, nação, revolução: as direitas radicais portuguesas no fim do Estado Novo (1959-1974)» (2009).[5]
- «Folhas ultras: as ideias da direita radical portuguesa (1939-1950)», 2009 / ICS - Imprensa de Ciências Sociais.[6]
- «Ideias e percursos das direitas portuguesas.» (2014 Texto Editores).[7]
- «As direitas na democracia portuguesa: origens, percursos, mudanças e novos desafios» (2016).[8]
- «A direita nunca existiu: as direitas parlamentares na institucionalização da democracia portuguesa (1976-1980)», 2017 ICS - Imprensa de Ciências Sociais.[9]
- «A nova direita anti-sistema em Portugal: o caso do Chega», Junho 2020, Edições 70.[10]